# Istiophoridae
Famille
Les Istiophoridae sont une famille de poissons de l'ordre des Istiophoriformes communément appelés marlins ou makaires.
Elle regroupe cinq genres et onze espèces. Celles-ci se rencontrent dans toutes les mers tropicales et subtropicales de la planète. Leur rapidité et leur taille en ont fait des poissons très recherchés pour la pêche sportive hauturière.
À Cuba, sur la côte sud-ouest de la baie des Cochons, le marlin suscite toutes les convoitises des pêcheurs locaux. Ce poisson légendaire a notamment inspiré Ernest Hemingway dans son roman Le Vieil Homme et la Mer, dans lequel le romancier met en scène un âpre duel entre la créature marine et Santiago, un vieux pêcheur cubain réputé malchanceux.

## Description et caractéristiques
Ces poissons sont caractérisés par une taille effilée et un rostre long et fin (mais moins long que celui de l'espadon). Ce rostre résulte de la fusion des os prémaxillaire et nasal et de leur allongement. Ces poissons ont cependant des dents.
Les nageoires pelviennes sont très fines, et la dorsale très longue, parfois haute et formant une « voile » (chez Istiophorus).
Leur taille atteint 4,5 m et leur poids 700 kg.

## Risques de confusion
Attention : il ne faut pas confondre les membres de cette famille et l'espadon (Xiphias gladius), au rostre bien plus long et à la dorsale plus courte, qui appartient à la famille des Xiphiidae. Ainsi, en dépit d'une erreur dans la première édition en français, c'est bien un marlin et non un espadon qui est chassé dans Le Vieil Homme et la Mer.
En anglais, billfish fait référence indifféremment aux Istiophoridae et à l'espadon.

## Anatomie
Son squelette et son rostre font évoquer ceux de l'espadon, mais ces deux poissons sont très différents pour d'autres de leurs caractères physiques.
Ainsi la peau des marlins diffère beaucoup de celle des espadons : la peau des marlins adultes présente de petites protubérances en forme de V [écailles osseuses],. Celle de l'espadon adulte est au contraire lisse (ses écailles sont enfouies dans le derme),.

On a supposé un temps que les protubérances ornant la peau des marlins pourraient réduire sa trainée hydrodynamique mais une étude a conclu que non : la friction entre la peau et l'eau n'est pas réduite par ces reliefs alors que ceux de la peau du requin réduisent effectivement le frottement de l'animal nageant (jusqu'à 8 %),,. 

On a aussi supposé que la peau du marlin pouvait jouer un rôle de système d'amortissement dynamique, de piège pour l'air dans la peau cuirasse protectrice contre certaines agressions mais ceci n'a pas été confirmé.
Le rostre de ce poisson est également d'une taille et forme rare dans le monde animal. On a supposé qu'il pouvait aider le poisson à gagner de la vitesse en réduisant la trainée,, mais d'après des tests fait en soufflerie (avec de faux rostres plus ou moins longs) le bénéfice semblerait nul ou très limité (au mieux quelques pourcents d'amélioration de la trainée). 
Certaines vidéos subaquatiques montrent que des poissons chassés dans les bancs denses sont parfois empalés par les rostres, mais peut-être accidentellement. Il en est de même des attaques de bateaux. Ainsi le navigateur Romain Bolzinger, engagé dans la mini-transat en solitaire en octobre 2017, voit-il la coque de son bateau transpercée par le rostre d'un marlin chassant un thon réfugié sous sa coque. 

## Liste des genres et espèces
Selon World Register of Marine Species (26 mars 2016) :
- genre Istiompax Whitley, 1931
  - espèce Istiompax indica (Cuvier, 1832) –Makaire noir
- genre Istiophorus Lacepède, 1801 — Voiliers
  - espèce Istiophorus albicans (Latreille, 1804)—Voilier de l'Atlantique
  - espèce Istiophorus platypterus (Shaw, 1792)—Voilier de l'Indo-Pacifique
- genre Kajikia Hirasaka & Nakamura, 1947
  - espèce Kajikia Albida (en) (Poey, 1860)-Marlin blanc
  - espèce Kajikia audax (Philippi, 1887) — Marlin rayé
- genre Makaira Lacepède, 1802 — Marlins/makaires
  - espèce Makaira mazara (en) (Jordan & Snyder, 1901)—Marlin bleu de l'Indo-Pacifique
  - espèce Makaira nigricans Lacepède, 1802 — Marlin bleu
- genre Tetrapturus Rafinesque, 1810 — Marlins/makaires
  - espèce Tetrapturus angustirostris (en) Tanaka, 1915 — Makaire à rostre court
  - espèce Tetrapturus belone Rafinesque, 1810 — Marlin de la Méditerranée
  - espèce Tetrapturus georgii (en) Lowe, 1841 —Makaire à écailles rondes
  - espèce Tetrapturus pfluegeri (en) Robins & de Sylva, 1963 —Makaire à bec long

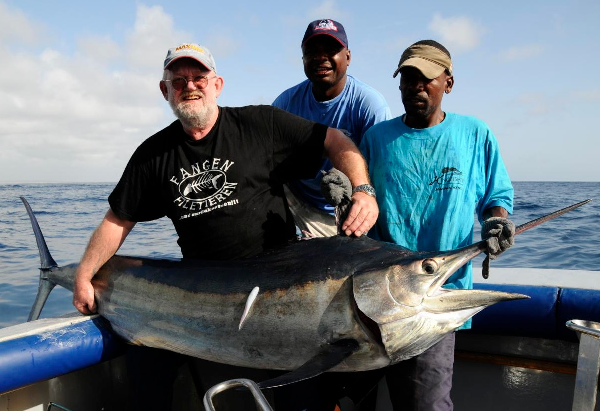
Istiompax indica
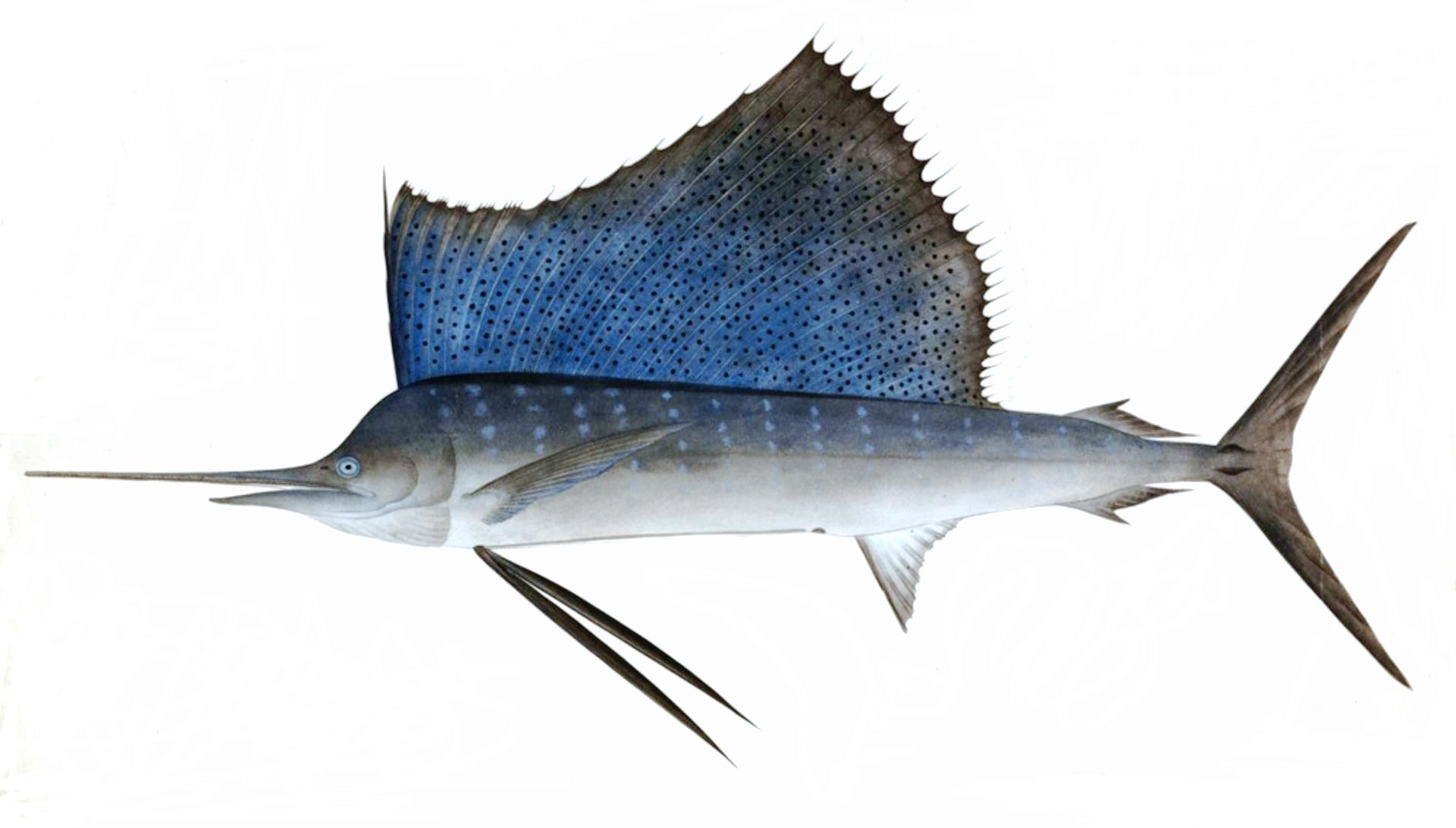
Istiophorus platypterus
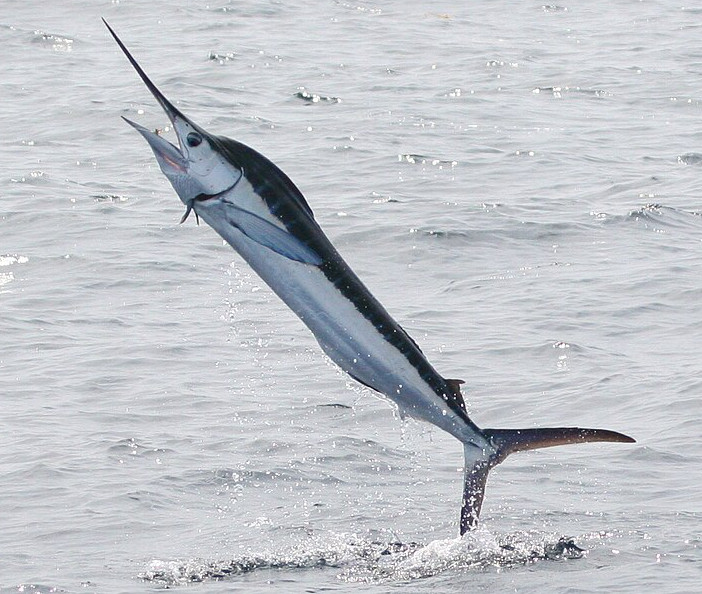
Kajikia albida
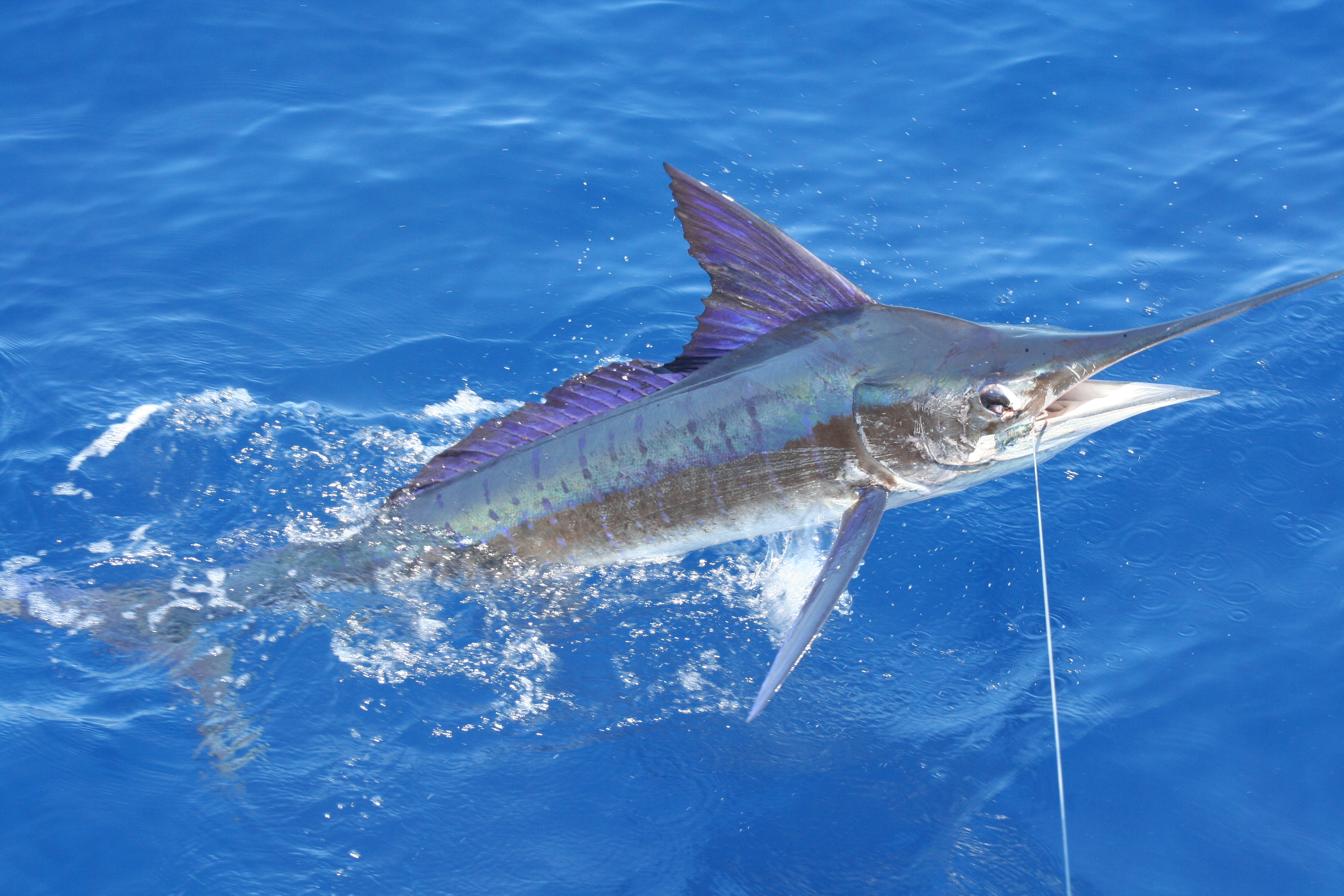
Makaira mazara
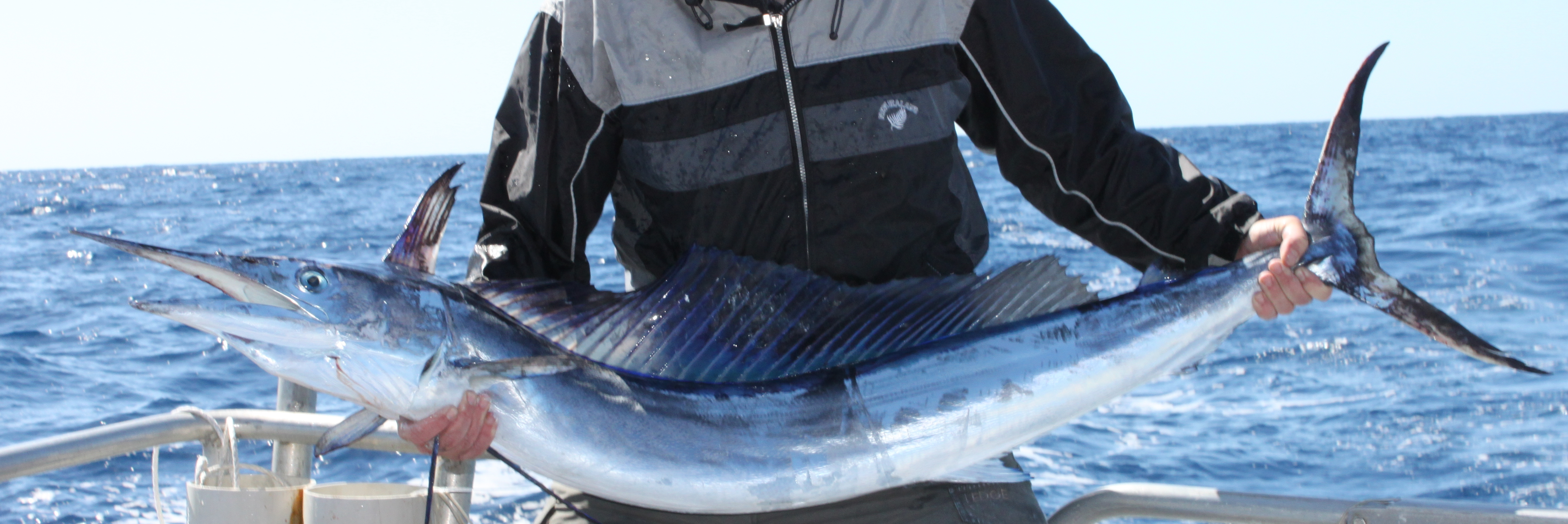
Tetrapturus angustirostris